# Torre humana

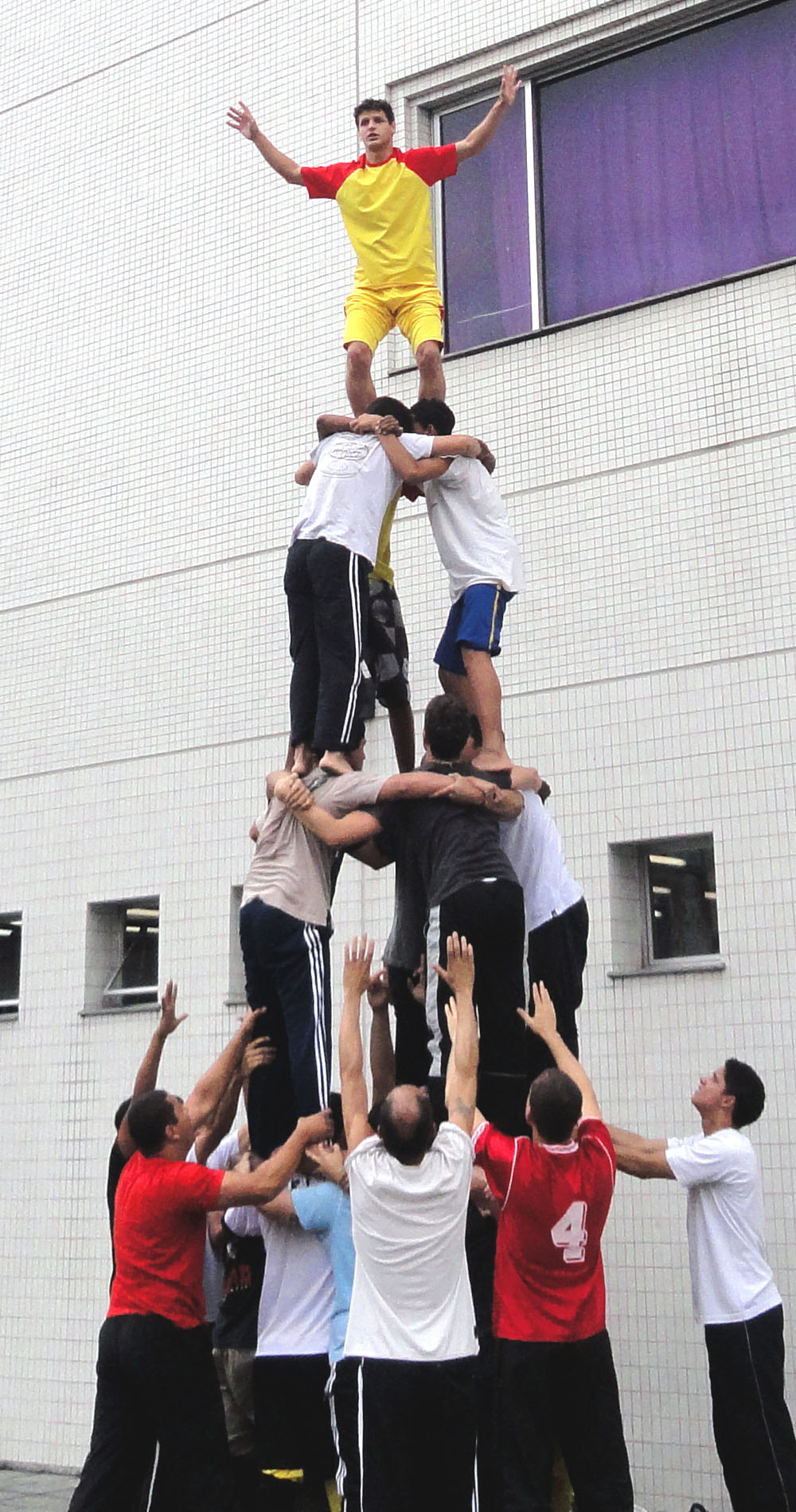
Torre humana al Brasil el 2011, amb una estructura que recorda la muixeranga

Una torre humana o castell és una mena de coreografia o d'exercici acrobàtic en què un grup de persones pugen les unes damunt les altres, dempeus o de genolls, recolzant els peus o bé els genolls sobre l'esquena, les espatlles, les mans o les cuixes d'un altre, creant així diferents estructures. N'hi ha de gran diversitat de formacions i de diversos pisos d'alçada. Cada pis sol estar constituït per menys participants que l'immediat inferior, llevat que es tracti de muntar directament un participant sobre un altre. Els participants de menys pes se situen als pisos superiors, mentre els més corpulents formen la base de la piràmide.
Existeix una gran varietat de tradicions folclòriques, d'exercicis gimnàstics i d'espectacles de circ que es poden classificar com a torres humanes a diversos països arreu del món.

## Elements comuns i diversitat
Les torres humanes poden ser construïdes per animadores, per acròbates de circ, o bé per altres persones motivades sovint pel seguiment d'una tradició d'origen religiós, o bé simplement per joc o per una demostració d'entusiasme. En aquests dos darrers casos, sovint la piràmide es forma com a culminació d'una dansa (és el cas de certes danses folclòriques, però també de balls de música rock i punk). També són utilitzades per diverses acadèmies militars i de policia per a l'entrenament dels seus cadets.
Evidentment, una torre humana sempre té alguns riscos. L'enorme pes que han de suportar els membres de la base es pot alleugerir fent estudiades combinacions de suports laterals (com ara, pel que fa als castellers catalans, la tècnica de la pinya, el folre i les manilles). D'altra banda, el risc de caiguda des de les parts més elevades de la construcció ha portat a fer obligatori a Catalunya l'ús de casc per als nens que formen el pom de dalt del castell.

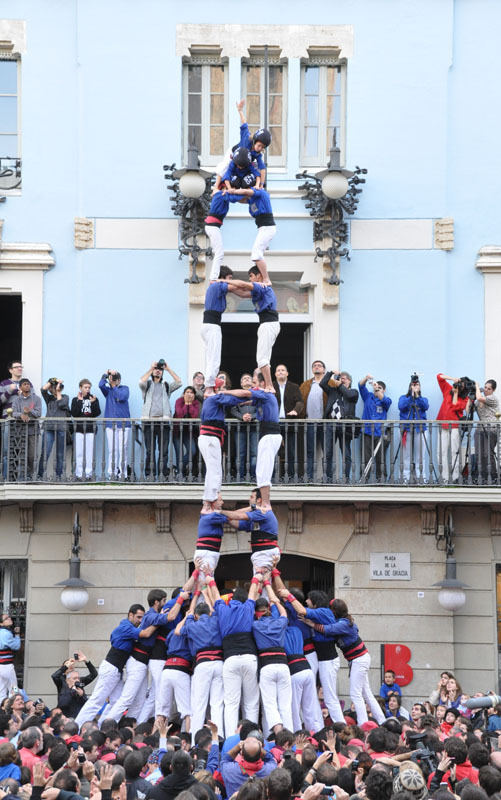

## Les torres humanes als Països Catalans

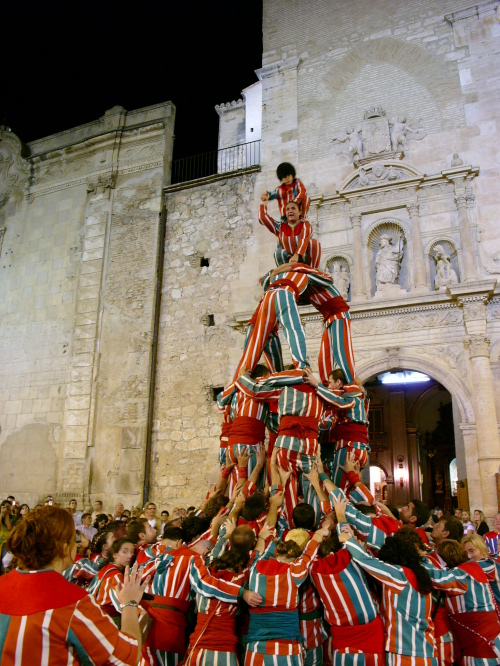
La muixeranga a Algemesí

- A Algemesí, a la Ribera Alta (País Valencià), la muixeranga construeix torres humanes amb motiu de la diada de la Mare de Déu de la Salut, el 8 de setembre.[2][1]

- A l'Alcúdia, a la mateixa comarca que Algemesí, els Negrets, la muixeranga de l'Alcúdia, construeix les seues torres amb motiu de les festes de la Mare de Déu de Loreto, el dia 7 de setembre a l'entrada de la marededeu a l'església.

- Els castells catalans són torres humanes de fins a deu pisos d'alçada, que es fan a moltes poblacions arreu del territori. A la Rambla Nova de Tarragona hi ha un monument que reprodueix un quatre de vuit amb la seva pinya i grup de grallers inclòs.[3] Des del 16 de novembre de 2010 els castells van ser declarats Patrimoni Cultural Immaterial de la Humanitat per la UNESCO.[4][1] La ciutat de Valls és considerada el bressol dels castells i allà s'hi pot visitar el Museu Casteller de Catalunya, que gira entorn d'aquest patrimoni.[5]

- Els falcons, també a Catalunya (on conviuen amb els castells sense barrejar-se), són construccions que, tot i ser bàsicament exercicis gimnàstics, es revesteixen de formes folklòriques, i que deriven directament del sokol txec.[1]

- Les moixigangues, potser l'origen comú de muixerangues i de castells, es fan a diverses poblacions del País Valencià, del sud de Catalunya i d'Aragó.[1]

- A Taüll, a l'Alta Ribagorça, es fa la Pila el diumenge de Festa Major, com també es feia en altres indrets de la Ribagorça, el Pallars o les Valls d'Andorra.

## Torres humanes arreu del món

### Aragó
A diversos indrets d'Aragó, com Tauste, Ateca i Cetina, es manté la tradició dels dances, vinculats a les processons religioses, i segurament amb un origen comú a les diverses tradicions de Catalunya i del País Valencià.

### Argentina
A Castelar (Província de Buenos Aires), el Casal Català acull des del 1997 la colla Les Quatre Barres, iniciada per joves descendents de catalans i que després ha anat creixent amb les incorporacions de moltes altres persones.

### Brasil
Al Brasil són molt populars les torres humanes com a exercicis gimnàstics als centres educatius.

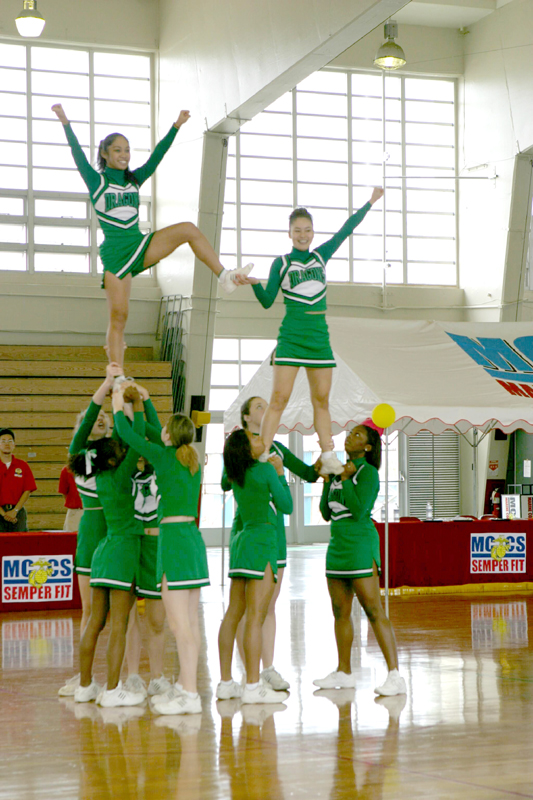
Un grup d'animadores fent escalfament abans de la competició

### Espanya
- A diversos municipis de la Rioja, especialment a Briones, Hervías i San Asensio,[7] es realitza una dansa anomenada el castillo, en la qual els ballarins aixequen petites estructures de fins a tres alçades.[8]

### Estats Units
- En els rituals iniciàtics, per exemple, a les fraternitats d'estudiants, sol obligar-se als aspirants a participar en un piràmide humana, sovint amb un cert caràcter d'abús.

- Una variant de l'exercici anterior, anomenada spanking pyramid ('piràmide dels cops'), de caràcter més vexatori que punitiu, i que està documentada a la presó militar estatunidenca d'Abu Ghraib, durant l'ocupació internacional de l'Iraq, consisteix a obligar els presoners a fer la piràmide, generalment nus, i a rebre un seguit de cops a les natges des del darrere.

- El moviment escolta, tant masculí com femení, sol fer competicions en què guanya la patrulla que construeix una piràmide amb tots els seus membres en el menor temps possible.[9] Aquest moviment, tanmateix, es troba estès per tot el món occidental.

- Les animadores esportives poden construir piràmides humanes amb accions de risc incorporades a les seves coreografies. Solen ser diverses torres connectades per alguna animadora penjada per la mà. Si bé han estat imitades a molts altres països, especialment com a suport dels equips de bàsquet, no és habitual veure aquests grups de fora dels Estats Units fent torres humanes.

- A la sèrie de televisió Eight is enough (Con ocho basta), la família protagonista forma una piràmide humana a la caràtula de presentació de cada episodi.

### Geòrgia
- A Geòrgia també existeix una tradició de dansaires que executen torres humanes fixes o en moviment. Això es va mostrar al món en un vídeo promocional de la cantant Sopho per al festival d'Eurovisió de l'any 2007, que inclou imatges sobre la cultura tradicional i el patrimoni arquitectònic georgians.[10]

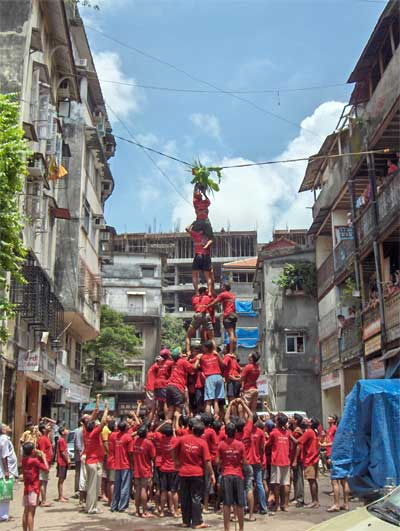
Un govinda alçat a Bombai durant la festivitat hindú del naixement de Krixna

### Índia
- Durant la diada hinduista del naixement de Krixna, a Bombai i altres llocs de Maharashtra, grups de joves anomenats govindes construeixen piràmides humanes per tal d'arribar a un pot de fang ple de mantega que hom ha penjat a gran alçada sobre el carrer. En els darrers anys, els govindes, que de sempre havien fet unes torres força anàrquiques i voluntaristes, s'han deixat influir pels castells catalans, cosa que els ha fet evolucionar cap a estructures més esveltes i alhora segures, amb un esperit netament esportiu, que sembla oblidar el seu origen religiós.[1]

### Itàlia
- Els venecians feien torres humanes semblants als castellers de fins a 8 nivells. A dalt de tot hi pujava un nen que es deia cimiereto. Sempre era una competició entre dos grups formats pels habitants dels sestieri (els sis barris venecians): Dorsoduro, San Marco i Castello contra els altres. Aquesta tradició no s'ha mantingut fins a l'actualitat.

- A diversos llocs del sud d'Itàlia, les diverses variants del pizzicantó consisteixen en petites torres humanes construïdes al final d'una dansa folclòrica, i que fan girar al so d'unes cançons que interpreten els mateixos executants.[1]

### Malàisia
A Malàisia es fan torres humanes de tres pisos amb una estructura de 3+2+1 amb quatre persones recolzant des de fora. Per participar-hi, cal una bona condició física i equilibri, i no s'ha portat mai com a demostració fora del país.

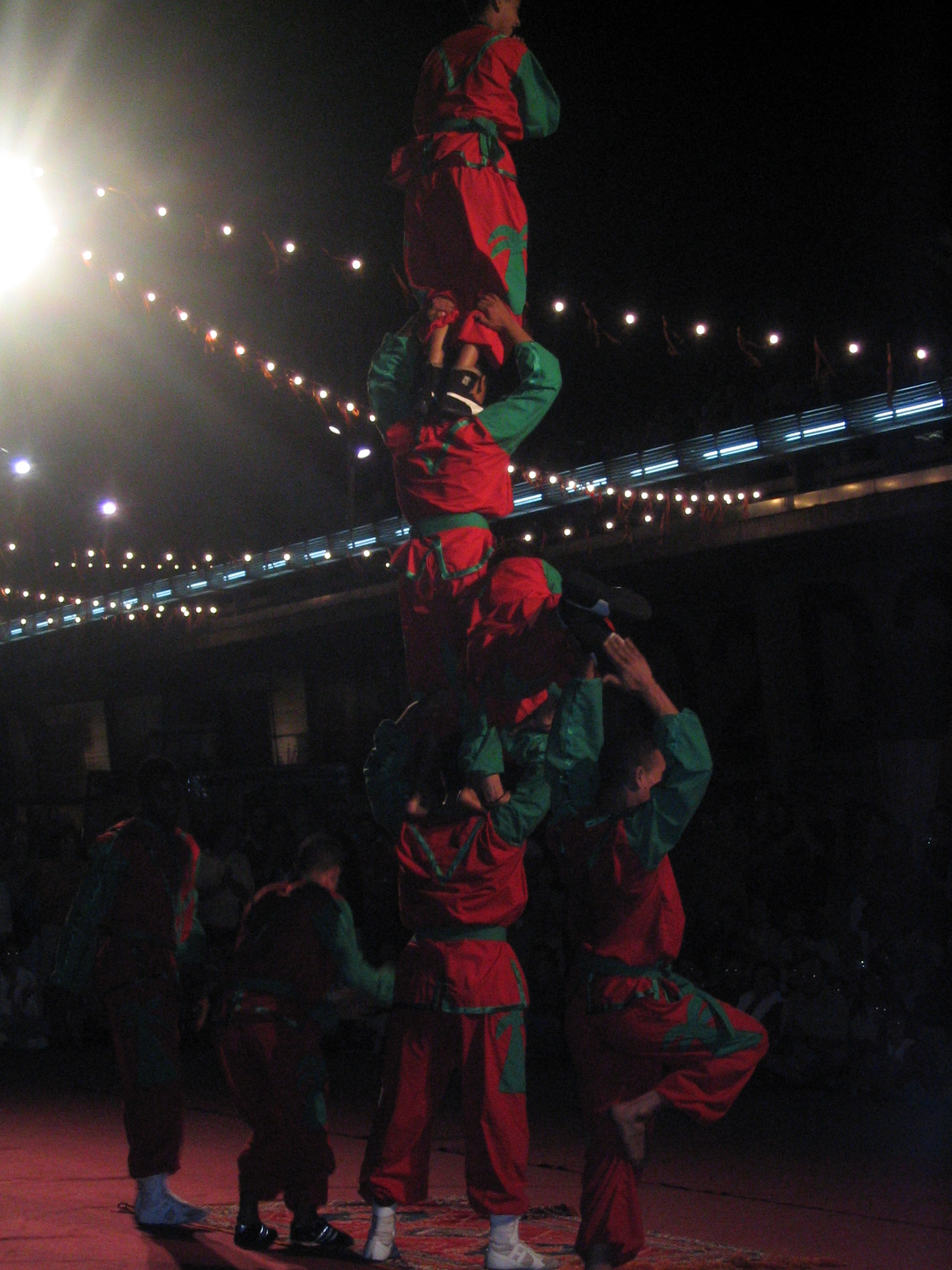
Torre humana marroquina al Fòrum del 2004

### Marroc
- Al Marroc també hi havia una tradició de construir torres humanes, que podria ser l'origen directe de la muixeranga valenciana i, de retruc, dels castells catalans. Era una activitat de la desapareguda germandat Oulad Sidi Hmad Ou Moussa, bressol dels guerrers més hàbils i flexibles al sud de l'Atles marroquí, capaços de les acrobàcies més impactants. Amb la desaparició d'aquesta tradició, l'acrobàcia esdevingué un art en si mateixa i una troupe de circ la dona a conèixer arreu del món (el 2004 la troupe va participar en el Fòrum Universal de les Cultures, a Barcelona).

### Navarra
- Al municipi de Cabanillas, al sud de Navarra i molt a prop de Taüst on també s'hi fan torres humanes, es fa una representació de teatre popular amb una sèrie de danses tradicionals, que acaben amb una torre humana, anomenada paloteado.[11] És una tradició documentada al segle xix que es va perdre[12] i deixar de representar fins a la seva recuperació l'any 2014.[11]
- A Ablitas també s'hi fan torres humans de fins a tres alçades.[13][14]

### País Basc
- A diversos municipis de Guipúscoa, com Hernani, Andoain i Aduna, es fa l'azeri-dantza[15] per la festa de Sant Joan al juny, on els dansaires vestits de vermell aixequen torres humanes de tres pisos.[16]
- A Berantevilla, Àlaba, per les festes de la Nativitat de la Mare de Déu al setembre, després de l'hora de dinar, diversos grups de joves aixequen torres humanes de fins a tres pisos.[17]
- A Kuartango, Àlaba, el diumenge de corpus i l'últim diumenge d'agost els habitants del poble van fins al santuari de la Santíssima Trinitat on, a un camp proper, després de missa, es fan balls i torres humanes de fins a tres alçades.[18]

### Països Baixos
- A Hoorn, al nord d'Holanda, s'ha format recentment la primera colla castellera holandesa, els Xiquets de Hoorn, a imitació dels castells catalans.[19]

### Perú
- A Andahuaylas, al departament d'Apurímac, uns grups anomenats Negrillos realitzen torres humanes de fins a cinc alçades[20] i altres danses per les festes de Nadal.[20] El practica el poble quítxua des del segle xvi,[21] és d'origen desconegut.[22] L'any 2012 va ser reconegut com a Patrimoni Immaterial Nacional pel Govern del Perú.[20]

### Txèquia
- El Sokol és un moviment esportiu i cultural, aparegut a Txèquia el 1862, i escampat principalment per la resta dels països eslaus que van estar sota domini germànic fins al 1918, que inclou les torres humanes entre els seus exercicis habituals. El moviment també ha arribat a França i Nord-amèrica. Sokol significa 'falcó' en txec i, de fet, aquest moviment és l'origen directe dels falcons catalans.

### Xina
- Durant el Festival Cheung Chau del Rotllet, a la Xina, es construeixen piràmides per aconseguir un rotllet.

- Amb motiu de l'Exposició Universal de Xangai de 2010, s'ha creat la primera colla castellera xinesa, els Xiquets de Hangzhou[23] seguint el model dels castells catalans. I el 2016 debuten al XXVI Concurs de castells de Tarragona amb un 3 de 9 amb folre que els deixa en desena posició d'un total de 45 colles.[24]